# Château Haut-Bailly
 (juillet 2010).
Si vous disposez d'ouvrages ou d'articles de référence ou si vous connaissez des sites web de qualité traitant du thème abordé ici, merci de compléter l'article en donnant les références utiles à sa vérifiabilité et en les liant à la section « Notes et références ».
Le château Haut-Bailly est un domaine viticole situé à Léognan, en Gironde. Appartenant à l'AOC Pessac-Léognan, aux portes de Bordeaux, il est classé grand cru dans le classement des vins de Graves.

## Histoire du domaine

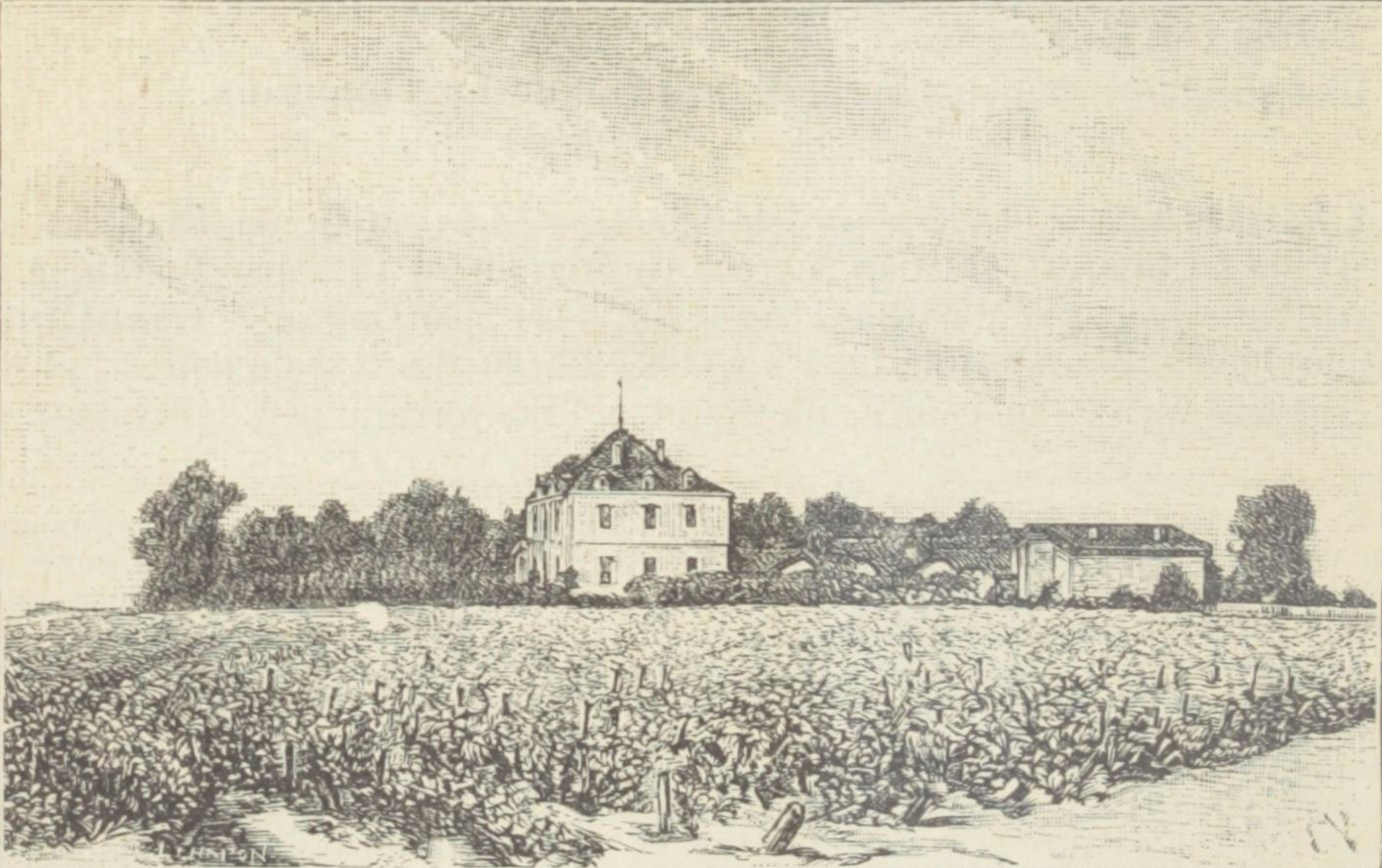
Illustration du Château Haut-Bailly en 1898.

## Terroir

### Géologie et orographie
Le Château Haut-Bailly se trouve sur une des croupes les plus élevées de la rive gauche de la Garonne et possède un vignoble de 39 ha d’un seul tenant, uniquement consacré aux cépages rouges. Le vignoble est établi sur la partie la plus élevée de la commune de Léognan (48 mètres au-dessus du niveau de la mer) et bénéficie ainsi d’un drainage, renforcé par des fossés bien répartis sur l’ensemble de la propriété. Ses caractéristiques en termes de topographie, climat, sol et encépagement en font un terroir spécifique qui le distingue de ses voisins[réf. nécessaire].
La pédologie de Haut-Bailly est constituée d'un sol de sables mêlés à des graves glissées du tertiaire. Le sous-sol constitue une des grandes spécificités de Haut-Bailly : il s’agit de faluns ou pétrification de pierres fossiles. On peut d’ailleurs en observer sur les murs d’un des chais. La vigne y puise minéraux et oligo-éléments nutritifs, gages de richesse aromatique[réf. nécessaire].

### Climat
Le climat est marqué par un ensoleillement et le taux d’humidité adaptés à la viticulture. En plus du microclimat bordelais, les conditions propres à Haut-Bailly sont marquées par : « une exposition est excellente de trois heures et demie à huit heures et demie du soir en été ; le soleil y verse ses flots d’or, de rubis et d’émeraude. ».

### Encépagement
La vigne est plantée à 10 000 pieds par hectare, ce qui représente une densité comparable à celle des plus grands crus du Médoc. L’encépagement est constitué de cabernet sauvignon (64 %), merlot (30 %), et  cabernet franc (6 %). La charge foliaire est plus forte en cas de plantation serrée, or c’est dans les feuilles que s’élaborent les sucres.
La volonté d'Alcide Bellot des Minières de conserver des plants non-greffés, même au plus fort de la crise phylloxérique, est à l’origine du fonds de vieilles vignes particulièrement rare qui fait de Haut-Bailly l’un des plus anciens vignobles de son appellation. Ainsi, l’âge moyen actuel de la vigne est de 35 ans, tandis qu’un quart de la vigne à Haut-Bailly atteint 80 à 90 ans.
Au siècle dernier, Bellot des Minières avait fait planter de nombreux cépages entrant dans l’assemblage des vins de Haut-Bailly, qui explique l’existence à Haut-Bailly d’une vieille vigne riche en cépages variés. C’est la croupe sacrée dominant la propriété : « Les cépages sont tous de vieilles vignes françaises, de premier choix, et dans d’heureuses proportions pour donner le maximum de qualité étant donné la nature des terrains de la propriété. En voici la répartition : 1/12 de cabernet franc, 1/12 de carmenère, 1/12 de merlot, 1/12 de malbec, 1/12 de petit verdot, 7/12 de cabernet sauvignon ».

## Vins
La production est maintenue en dessous des limites de rendement autorisées, et se situe aux environs de 45 hectolitres à l’hectare, soit une production moyenne annuelle d’environ 160 000 bouteilles pour les deux vins : Château Haut-Bailly et Haut-Bailly•II.
Le château Haut-Bailly fut l’un des tout premiers domaines à produire un second vin. En effet, c’est en 1967 que sortit le premier, sous le nom de « Domaine de la Parde », repris à partir de 1979 en « La Parde de Haut-Bailly ».
Le domaine produit également certaines années depuis 1987 un troisième vin sous la simple appellation pessac-léognan. Les lots qui le constituent sont souvent issus de vignes jeunes.
Par ailleurs, Château Haut-Bailly produit un « Rosé de saignée » lorsque le millésime s’y prête. Il est obtenu en prélevant quelques hectolitres dans la cuve en macération pour obtenir une belle concentration naturelle. Après quelques mois en barriques, ce rosé 100 % cabernet sauvignon est commercialisé depuis 2004 sous le nom de Rose de Haut-Bailly.

Château Haut-Bailly en images
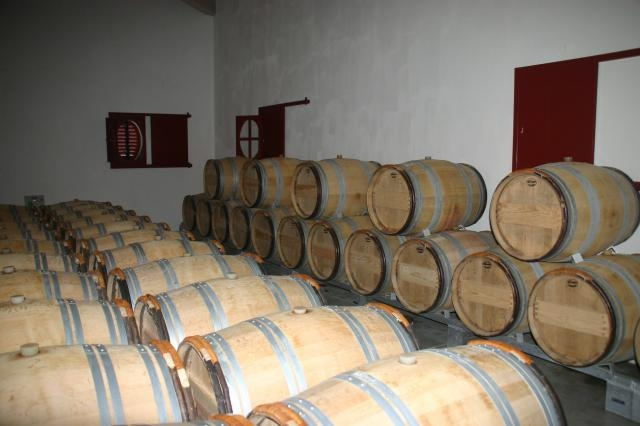
Tonneaux de vin.
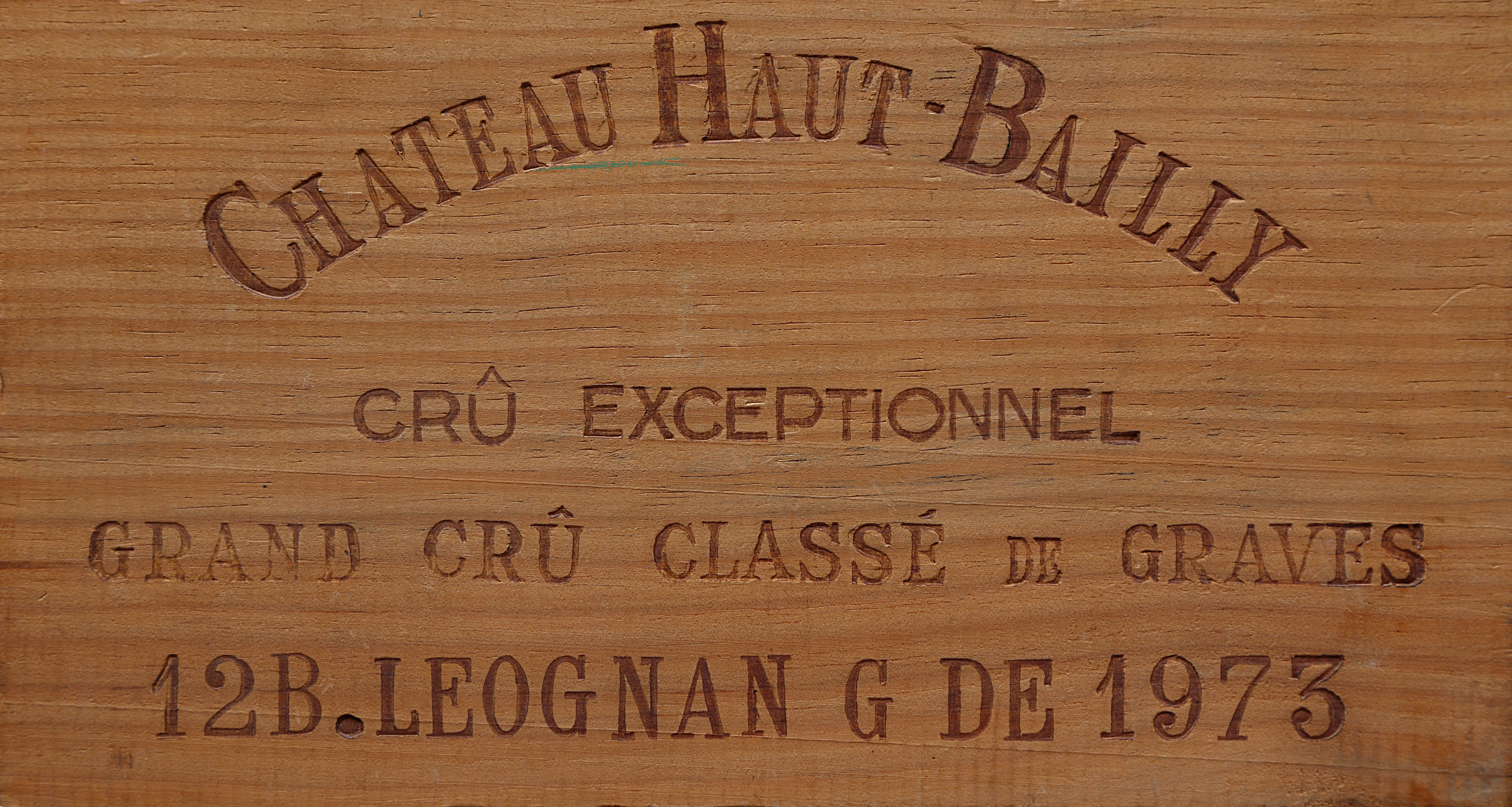
Partie d'une caisse de Château Haut-Bailly 1973.
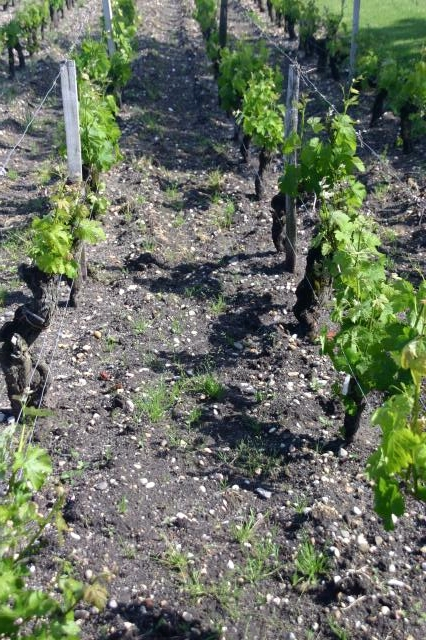
Vignoble.